# Estação La Roue
La Roue (fr) ou Het Rad (nl) é uma estação da linha 5 (antiga 1B) do Metro de Bruxelas.